# Catedral de Urbnisi
La catedral Urbnisi de San Esteban el Protomártir (en georgiano: ურბნისის წმიდა სტეფანე პირველმოწამის სახელობის საკათედრო ტაძარი), comúnmente conocida como la iglesia Sioni de Urbnisi (ურბნისის სიონი), es una catedral ortodoxa georgiana ubicada en el pueblo de Urbnisi, en la región de Shida Kartli, en el centro-este de Georgia. Es una basílica de tres naves relativamente grande, construida originalmente en el siglo VI y reconstruida en los siglos X y XVII. Las paredes de la iglesia tienen varias inscripciones, algunas de las cuales se encuentran entre las más antiguas realizadas en el alfabeto georgiano. Está inscrita en la lista de Monumentos culturales inamovibles de importancia nacional de Georgia.

## Ubicación
La catedral se encuentra en la orilla izquierda del río Kurá en la aldea epónimo del municipio de Kareli, región de Shida Kartli, en la parte oriental del antiguo asentamiento de Urbnisi, donde los estudios arqueológicos descubrieron material del Calcolítico y la temprana Edad de Bronce hasta el siglo VIII dC.

## Historia
La iglesia de Urbnisi está dedicada a San Esteban, un protomártir del siglo I. Siguiendo una tradición medieval georgiana de nombrar iglesias por lugares de Tierra Santa, la catedral también lleva el nombre del Monte Sion en Jerusalén. Una inscripción tallada en la fachada norte, en la escritura de asomtavruli, menciona a los constructores de la iglesia, Konstanti y el Padre Mikel, pero el texto no tiene fecha: el análisis estilístico del diseño arquitectónico y las características paleográficas de la inscripción sugiere una fecha entre el siglo V o VI.

## Diseño

### Iglesia principal
Urbnisi es una basílica relativamente larga de tres naves, de 32.1 × 22.4 m. Las principales fases de construcción son fácilmente perceptibles en las paredes de la iglesia: la parte inferior es de piedra, bloques de arenisca colocados horizontalmente de forma regular que representan la capa más antigua y los que se encuentran de manera irregular y constituyen la reconstrucción de los siglos IX-X. La parte superior de la iglesia fue construida con ladrillos delgados, sostenidos por dos arcos de ladrillo a cada lado, en 1668. Hay tres entradas principales, al norte, sur y oeste. Fragmentos de una piedra de arquitrabe y una luneta en forma de herradura en la entrada este son restos de la primera capa del edificio.
El interior está compuesto por tres naves separadas por cuatro pares de columnas cruciformes con impostas simplemente perfiladas cortadas de bloques de piedra rectangulares y bases cuboides. Las columnas y arcos de ladrillo semicirculares sostenidos por ellos dividen la nave central de la bóveda de cañón en cinco pasillos de casi el mismo tamaño. El santuario se eleva un paso por encima del nivel del piso. La iglesia tenía dos anexos: el del sur es contemporáneo de la iglesia y termina al este en una pequeña capilla (eukterion), mientras que el anexo del norte es una adición posterior. La iglesia está cubierta con azulejos de cerámica.

### Inscripciones
Hay algunas inscripciones en piedras en el exterior y una cruz de alto relieve en la fachada oeste. Además del texto en la fachada norte, que permite que la iglesia sea datada entre los siglos V y VI, hay cuatro inscripciones más en asomtavruli, una sobre la puerta sur y el resto en la fachada este, realizadas en el siglo X, mencionando a constructores de la iglesia y distintas personas, como el obispo Teodoro y el diácono Abiatar. La fachada este también tiene otras varias otras dejadas por los peregrinos.

### Otras estructuras
A unos 15 m al oeste de la iglesia se encuentra un campanario de tres pisos construido en piedra y ladrillo de 9.1 × 10.2 m. Fue construido, como se relata en una inscripción en la fachada oeste, a instancias de Vakhtang de Kartli y su esposa Rusudan en 1706. Cerca de la iglesia hay otros elementos de los antiguos asentamientos de Urbnisi, como una casa de baños del siglo III, una bodega medieval y un acueducto.